# Prefettura di Gunma
La prefettura di Gunma (群馬県?, Gunma-ken) è una prefettura giapponese di circa 1,9 milioni di abitanti, con capoluogo a Maebashi (前橋市?). Si trova nella regione di Kantō, sull'isola di Honshū.

## Storia
L'antica provincia di Gunma era una zona per l'allevamento dei cavalli e di attività commerciale per i popoli provenienti dal continente. A partire dal V secolo d.C., con l'arrivo dei cavalli, fu possibile affrontare meglio le migrazioni verso la terraferma. Da questo momento in poi, il cavallo divenne un elemento vitale nelle attività militari giapponesi, sostituendosi alla più antica tradizione Yayoi di combattere a piedi.
Quando il monte Haruna eruttò, alla fine del VI secolo, il Giappone era ancora nella sua fase pre-storica ( l'importazione del sistema di scrittura cinese sarebbe avvenuto solo durante il periodo Nara). Il centro di ricerca di archeologia di Gunma nel 1994 è stato in grado di datare l'eruzione attraverso l'antropologia zoologica presso i siti dove venivano allevati i cavalli, sepolti nella cenere.
In passato, Gunma era un'unica entità assieme all'attuale prefettura di Tochigi, ed era chiamata provincia di Kenu. Questa venne in seguito divisa in Kami-Tsuke (alta Kenu, Gunma ) e Shimo-Tsuke (bassa Kenu, Tochigi). La zona di Gunma è a volte indicata come Jōmō (上毛), ma per gran parte della storia giapponese, Gunma era nota come la provincia di Kozuke.
Nel primo periodo di contatto fra le nazioni occidentali e il Giappone, in particolare nel tardo periodo Tokugawa, gli stranieri si riferivano spesso a Gunma come gli "stati Jōshū", in quanto i simboli della famiglia Tokugawa sono tuttora diffusi in edifici, templi e santuari.
Le prime fabbriche di seta moderne sono state costruite con l'assistenza italiana e francese ad Annaka, attorno al 1870.
Nel periodo Meiji Gunma è stata teatro di quello che è stato poi chiamato l'incidente di Gunma del 1884, un sanguinoso scontro fra i democratici filo-occidentali ed i conservatori nazionalisti sul modello prussiano. L'esercito giapponese moderno sterminò diversi agricoltori in rivolta con i nuovi fucili a ripetizione costruiti in Giappone. I contadini di Gunma furono probabilmente le prime vittime del fucile Murata.
Nel ventesimo secolo, il pioniere dell'aviazione giapponese Nakajima Chikushi, di Ōizumi, creò la Nakajima Hikōki. In un primo momento venivano prodotti soprattutto modelli progettati all'estero in licenza, ma a partire dal caccia Nakajima 91 iniziò, nel 1931, la produzione di aeromobili totalmente giapponesi. La sua azienda è diventata leader mondiale nella progettazione e produzione aeronautica, con la sua sede a Ōta e produce ora automobili del marchio Subaru e altri prodotti sotto il nome di Fuji Heavy Industries.
Nel 1930, l'architetto tedesco Bruno Giulio Florian Taut visse e condusse ricerche po' a Takasaki.
Nel 1957 avvenne l'incidente Girard alla base di Sōmagahara, a Shibukawa, e causò malcontenti fra le appena ristabilite relazioni USA-Giappone durante gli anni cinquanta del XX secolo.
Quattro moderni primi ministri giapponesi infine provengono da Gunma: Takeo Fukuda, Yasuhiro Nakasone, Keizō Obuchi e Yasuo Fukuda, figlio di Takeo.

## Geografia fisica
Una delle otto prefetture senza accesso al mare del Giappone, Gunma è la prefettura più a nordest nella regione del Kanto. Ad eccezione delle aree di sudest, dove si concentra la maggior parte della popolazione, è prevalentemente montuosa. A nord confina con le prefetture di Niigata e Fukushima, mentre a est con la prefettura di Tochigi. A sud e ovest invece sono presenti quelle di Saitama e Nagano. 
Alcuni dei monti più importanti di Gunma sono il monte Akagi, il monte Haruna, il monte Myōgi, il monte Nikkō-Shirane e il più famoso, il monte Asama, situato al confine con la prefettura di Nagano. Le prime tre sono note come "Le tre montagne di Jōmō". Alcuni dei fiumi principali sono il Tone, l'Agatsuma e il Karasu.
Al 1º aprile 2012 il 14% della superficie della prefettura è designata come parco nazionale, fra cui annoverano il Jōshin'etsu-kōgen, Nikkō, e Oze, oltre al quasi Parco Nazionale Myōgi-Arafune-Saku Kōgen.

### Città

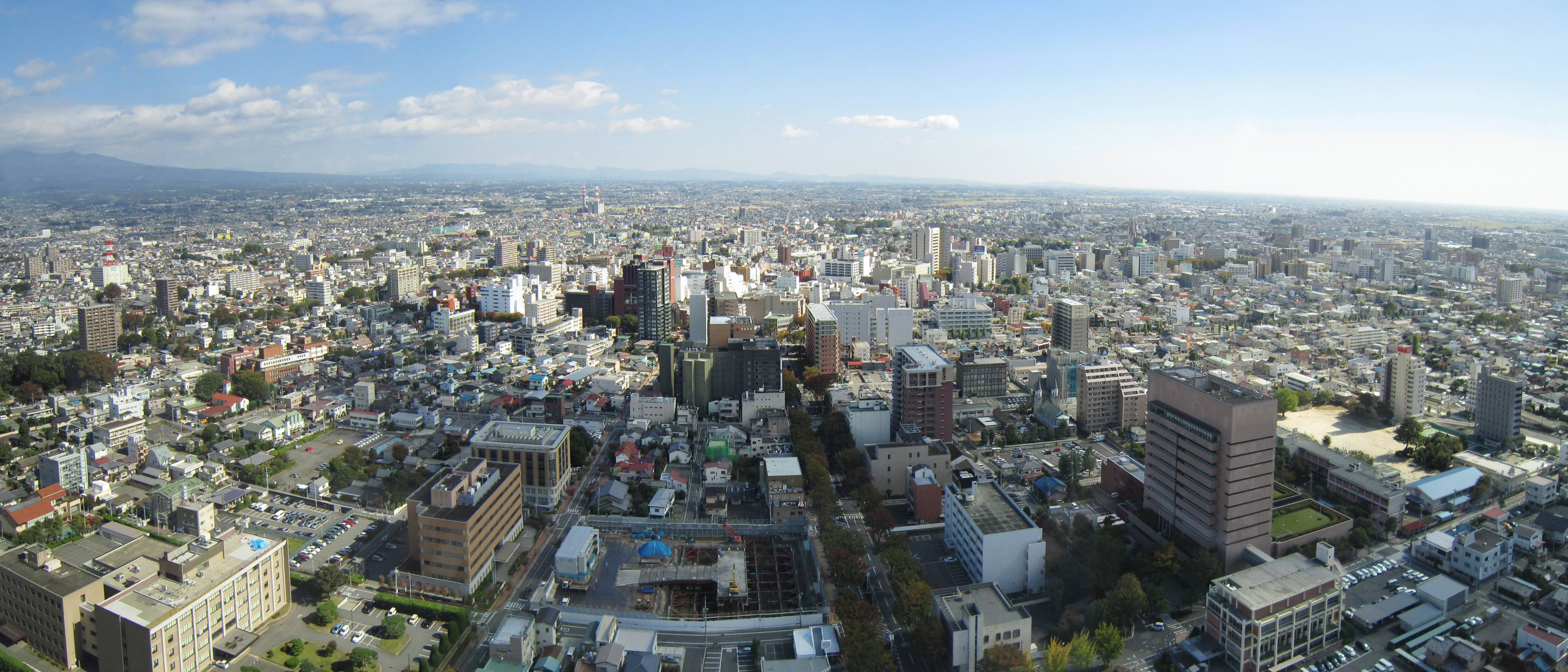
Panorama di Maebashi, il capoluogo

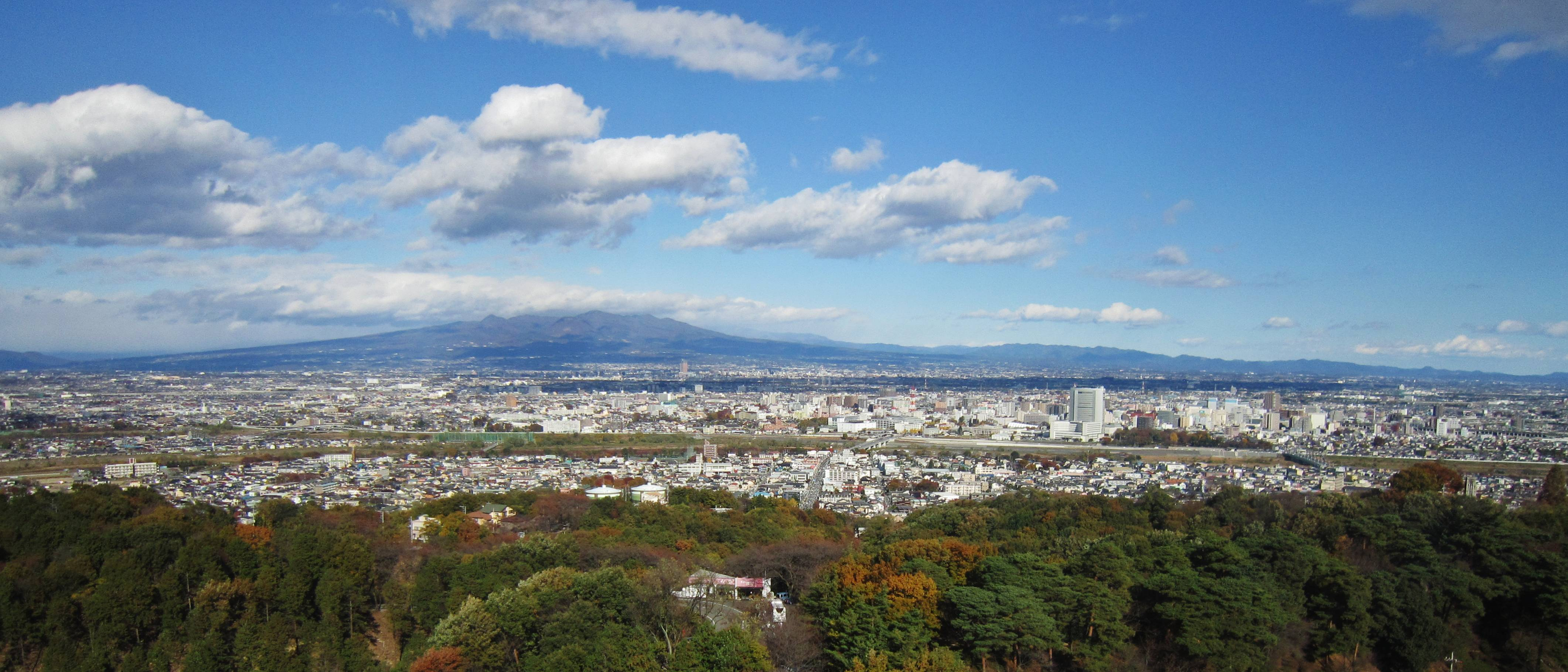
Vista di Takasaki dal monte Kannon

La prefettura conta 12 città.
- Annaka
- Fujioka
- Isesaki
- Kiryū
- Maebashi (capoluogo)
- Midori
- Numata
- Ōta (Gunma)
- Shibukawa
- Takasaki (città più popolosa)
- Tatebayashi
- Tomioka

### Cittadine e villaggi
| - Distretto di Agatsuma Higashiagatsuma Kusatsu Naganohara Nakanojō Takayama Tsumagoi - Distretto di Kanra Kanra Nanmoku Shimonita | - Distretto di Kitagunma Shintō Yoshioka - Distretto di Ōra Chiyoda Itakura Meiwa Ōizumi Ōra - Distretto di Sawa Tamamura | - Distretto di Tano Kanna Ueno - Distretto di Tone Katashina Kawaba Minakami Shōwa |

### Clima

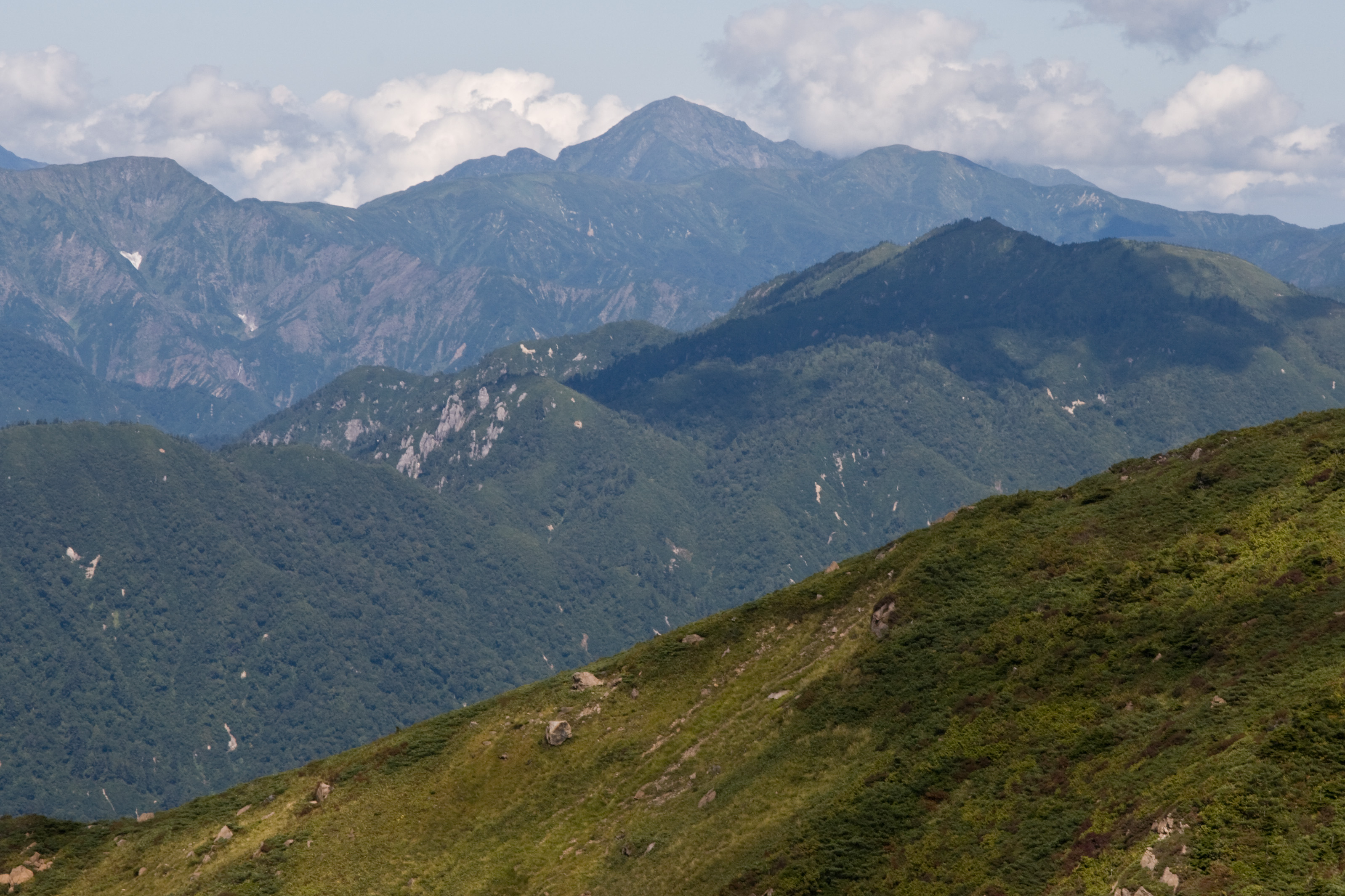
Il monte Nakanodake visto dal monte Shibutsu

Poiché Gunma è situata nell'entroterra (il suo capoluogo, Maebashi, è il capoluogo di prefettura Giapponese più lontano da qualsiasi mare in assoluto), la differenza di temperatura in estate rispetto all'inverno è molto accentuata, e vi sono relativamente poche precipitazioni. Questo è dovuto al kara-Kaze ("vento vuoto"), un vento forte, secco che soffia in inverno, quando la neve cade sulle coste di Niigata. Il vento trasporta le nuvole cariche di neve verso sud, ma queste rimangono bloccate dalle cime dei monti Echigo, dove scaricano la loro neve. Il vento quindi è libero di proseguire verso Gunma, senza le nuvole che in origine trasportava.
- Clima a Maebashi 
  - Media delle precipitazioni annuali: 1163 mm
  - Temperatura media annua: 14,2 °C

## Economia
Le moderne industrie di Gunma producono principalmente mezzi di trasporto e apparecchiature elettriche, e si concentrano attorno a Maebashi e alla regione orientale vicino a Tokyo. Le industrie più tradizionali includono la sericoltura e l'agricoltura. Fra i principali prodotti agricoli di Gunma si hanno cavolo e konjac. Gunma produce oltre il 90% del konjac del Giappone, e i due terzi delle aziende agricole del villaggio di Tsumagoi sono fattorie di cavolo. Inoltre, la città di Ōta è nota per l'industria automobilistica, in particolare le fabbriche della Subaru.

### Turismo
Molti posti a Gunma sono famosi per i loro impianti termali. Un'altra attrattiva è data dalle montagne a nord e dai loro impianti sciistici.
Altre attrazioni principali sono: 
- Lago Nozori
- Hara Museum Arc
- Museo d'arte di Ikaho Sistina Trick
- Monte Haruna
- Museo Kusatsu Alpine-Plant
- Museo delle terme di Kusatsu
- Monte Kusatsu-Shirane
- Monte Tanigawa
- Monte Akagi
- Monte Myogi
- Santuario di Haruna

## Cultura
A Gunma è nato un tradizionale gioco di carte chiamato Jōmō Karuta (上毛かるた?).
Kiyoshi Ogawa, un pilota kamikaze che, guidò l'attacco alla USS Bunker Hill è nato a Gunma.
Nella prefettura di Gunma si trova inoltre una delle tre strade musicali del Giappone. Per un tratto di 175 metri sono presenti 2 559 scanalature sulla superficie stradale, che al passaggio delle automobili producono vibrazioni di diverse tonalità creando una vera e propria melodia. Queste melodie possono essere apprezzate a una velocità di 50 km/h, e quindi questo sistema rappresenta un singolare metodo per far mantenere ai veicoli una velocità sicura.
Nella prefettura di Gunma, in particolare nelle zone attorno alla città di Shibukawa, sono ambientati i primi eventi del manga e anime Initial D.

## Educazione

### Università
- Isesaki
  - Università Jōbu - campus di Isesaki
  - Università di Tokyo del welfare - campus di Isesaki
- Maebashi 
  - Università di Gunma
  - Istituto di tecnologia di Maebashi
- Midori 
  - Università di Kiryū
- Ōta 
  - Università Kantō Gakuen
- Takasaki 
  - Università di economia di Takasaki
  - Università commerciale di Takasaki
  - Università del welfare di Takasaki
  - Università Sōzō Gakuen
  - Università Jōbu - campus di Takasaki
- Tamamura 
  - Università prefetturale femminile di Gunma

## Sport
Di seguito la lista delle principali società sportive di Gunma.

### Calcio
- Thespakusatsu Gunma (Kusatsu)
- Arte Takasaki (Takasaki)

### Rugby
- Panasonic Wild Knights (Ōta)

Gunma è anche una rinomata località sciistica, con le sue montagne a nord.

## Infrastrutture e trasporti

### Ferrovie
- JR East
  - Jōetsu Shinkansen
  - Nagano Shinkansen
  - Linea Takasaki
  - Linea principale Shin'etsu (Takasaki - Yokokawa)
  - Linea Jōetsu
  - Linea Agatsuma
  - Linea Ryōmō
  - Linea Hachikō ( Kuragano - Hachiōji )
- Ferrovie Tōbu
  - Linea Isesaki
  - Linea Nikko (Itakura - Università Tōyō)
  - Linea Sano
  - Linea Kiryū
- Ferrovia elettrica Jōshin (Takasaki - Shimonita)
- Ferrovia elettrica Jōmō (Maebashi-Chūō - Nishi Kiryū)
- Ferrovia Watarase Keikoku

### Strade

#### Strade
- Autostrada Kanetsu
- Autostrada Tōhoku
- Autostrada Joshinetsu
- Autostrada Kitakantō ( Takasaki - Hitachinaka )

#### Strade statali
- Strada statale 17 ( Nihonbashi Tokyo - Saitama - Kumagaya - Takasaki - Shibukawa - Ojiya - Nagaoka )
- Strada statale 18 ( Takasaki - Annaka - Karuizawa - Komoro - Nagano - Myōkō - Jōetsu )
- Strada statale 50 ( Maebashi - Isesaki - Oyama - Yuki - Mito )
- Strada statale 120
- Strada statale 122
- Strada statale 144
- Strada statale 145
- Strada statale 146
- Strada statale 254
- Strada statale 291
- Strada statale 292
- Strada statale 299
- Strada statale 353
- Strada statale 354
- Strada statale 405
- Strada statale 406
- Strada statale 407
- Strada statale 462

## Simbolo della prefettura

Bandiera della Prefettura di Gunma

Il simbolo della prefettura è costituito dal primo kanji della parola 'Gunma' circondato da tre montagne stilizzate che simboleggiano le tre principali cime della prefettura di Gunma: il monte Haruna, il monte Akagi e il Monte Myōgi.
Per il marketing, il governo della prefettura utilizza anche Gunma-chan, una piccola caricatura in stile giapponese rappresentante un cavallo con un berretto verde. Gunma-chan è utilizzato sui manifesti promozionali, striscioni e altri materiali stampati da parte del governo della prefettura. Altre agenzie e aziende formalmente o informalmente utilizzano varianti somiglianti, o altri personaggi a forma di cavallo quando si effettuno bandi per lavori su edifici, strade e altri avvisi pubblici.